# Série des pièces péruviennes de 1 sol des Ressources naturelles du Pérou
La Banque centrale de réserve du Pérou (Banco Central de Reserva del Perú en espagnol), afin de mettre en valeur la richesse naturelle du Pérou et de promouvoir la culture numismatique, a publié en juillet 2013 une collection intitulée « Ressources naturelles du Pérou », composée de trois pièces de monnaie portant la dénomination 1 sol représentant trois des ressources que le pays exporte :
- L'anchois
- Le cacao
- Le quinoa

Cette série de monnaies, est fabriquée en maillechort, en présentant les bords cannelés. Comme les pièces de la série Richesse et fierté du Pérou, elles ont cours légal dans tout le pays.

## Pièces de la série
| Avers | Revers | Émission        | Gravure   |
| ----- | ------ | --------------- | --------- |
|       |        | 24 juillet 2013 | L'anchois |
|       |        | 24 juillet 2013 | Le cacao  |
|       |        | 24 juillet 2013 | Le quinoa |